# Cariblatta hylaea
Cariblatta hylaea es una especie de cucaracha del género Cariblatta, familia Ectobiidae.

## Distribución
Esta especie se encuentra en Honduras y Belice.